# Sandra Joine
Sandra Joine (ca. 1969) is een Belgisch model.

## Levensloop
Joine was in opleiding voor stewardess toen ze Miss België werd in 1992. Ze had een eigen loungebar in Antwerpen en werkte twee keer mee aan de Showbizzkalender van Henk Van Cauwenbergh. Ze werkte daarna bij het contactcenter 24+. 
In 1996 ging ze werken als stewardess bij Sabena. Wegens het faillissement van de luchtvaartmaatschappij in 2001 raakte zij haar baan kwijt. Ze heeft nog gewerkt bij Virgin en in de kledingverkoop en probeerde daarna weer in het modellenwerk terug te komen. Ze raakte echter verslaafd aan alcohol, drugs en medicijnen. Na hulp vanuit de psychiatrie en een afkickcentrum raakte ze van haar verslaving af.
Joine was getrouwd. Zij heeft één zoontje uit een verbroken relatie. Joine heeft Senegalese roots.
In juli 2006 poseerde ze naakt in Ché.